# 立博
立博有限公司（Ladbrokes plc /ˈlædbrʊkz/）是英國博彩公司，總部設於哈羅的雷纳斯巷。1999年5月14日至2006年2月23日由美國公司希爾頓酒店擁有，名為希爾頓集團有限公司（Hilton Group plc）。它在倫敦交易所上市並為富時250指數的成份股之一，2006年6月前一度是富時100指數成分。